# آني دريسكول
آني دريسكول (بالإنجليزية: Annie Driscoll)‏ هي متزلجة أمريكية، ولدت في 30 أغسطس 1978 في سانت بول في الولايات المتحدة.

## وصلات خارجية
- آني دريسكول على موقع أوليمبيديا (الإنجليزية)